# Ash-shab yurid isqat an-nizam
Ash-shab yurid isqat an-nizam (arapski: الشعب يريد إسقاط النظام‎‎, izgovara se æʃˈʃaʕb juˈriːd ʔɪsˈqɑːtˤ ˌænniˈðˤɑːm, na hrvatskom: "narod želi srušiti režim") je politički slogan u svezi s "arapskim proljećem".
Poklič je tjednima odjekivao avenijom Habiba Bourguibe u Tunisu. Krilaticu su uskoro preuzeli u Egiptu 2011. kad se zbila tamošnja revolucija. U Egiptu je to bila najčešće isticana krilatica, i na grafitima i klicana na skupovima.